# Pisissarfik (Berg, Sisimiut)
Der Pisissarfik (nach alter Rechtschreibung Pisigsarfik; „Wo man mit dem Bogen schießt“) ist ein grönländischer Berg im Distrikt Sisimiut in der Qeqqata Kommunia.

## Lage
Der Berg liegt am östlichen Ufer des Isortuarsuup Tasersua etwa 26 nördlich von Sarfannguit. Er hat gemäß Höhenlinien eine Höhe von zwischen 900 und 1000 m. Nördlich verläuft das große Tal Pisissarfiup Qoorua.